# Большая Свеча
Большая Свеча — деревня в городском округе город Шахунья Нижегородской области. Население 443 (2010) человека

## Общая физико-географическая характеристика
Географическое положение
По автомобильным дорогам расстояние до областного центра города Нижнего Новгорода составляет 280 км, до административного центра города Шахунья — 26 км.
Часовой пояс
Большая Свеча, как и вся Нижегородская область, находится в часовой зоне МСК (московское время). Смещение применяемого времени относительно UTC составляет +3:00.

## История
В 1654 году обнаружили починок, который располагался на берегу не очень широкой, но прямой как свеча речки, которую так и назвали, Свеча. Постепенно там появляется деревня, которая делится на два поселения - Большую Свечу, и находящуюся вверх по течению поселение Малая Свеча (в разговорной речи Жарехино). 
В конце 18 века в Большой Свече насчитывается 65 домов.
До 1 ноября 2011 года входила в состав ныне упразднённого Хмелевицкого сельсовета.

## Население
| 1999 | 2002 | 2010 |
| ---- | ---- | ---- |
| 627  | ↘527 | ↘443 |

## Образование
В 1901 году в Большой Свече появляется первая школа, располагавшаяся в то время в частном доме. 
Национальный состав
Согласно результатам переписи 2002 года, в национальной структуре населения русские составляли 97% из 527 человек.